# Сацердос Лиможский

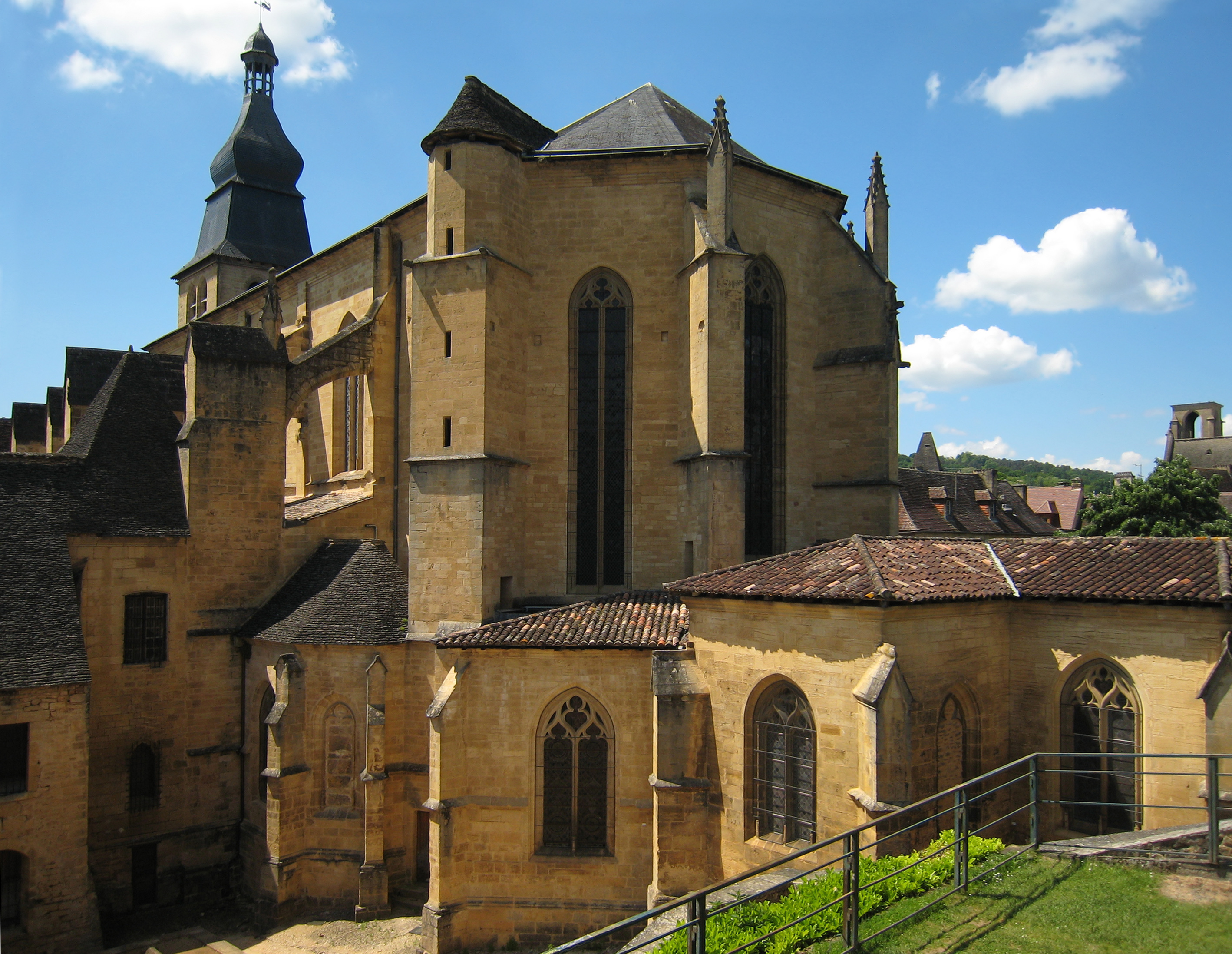
Бывший кафедральный собор святого Сацердоса Лиможского, Сарла-ла-Канеда, Франция

Сацердос Лиможский  (фр. Sacerdos de Calviac, Sardot, Sadroc, Sardou, Serdon, Serdot; около 670, Сарла-ла-Канеда, Франция — 720, Лимож, Франция) — святой Римско-католической Церкви, монах из монашеского ордена бенедиктинцев, епископ Лиможа.

## Биография
Сацердос родился около 670 года в городе Сарла-ла-Канеда, Франция. Он основал бенедиктинский монастырь. Позже был назначен епископом города Лимож. В городе Сарла-ла-Канеда находится бывший кафедральный собор, посвящённый святому Сацердосу.
День памяти в католической церкви — 4 мая.